# Gloeocystis
Gloeocystis ist eine Gattung koloniebildender Grünalgen aus der Klasse der Chlorophyceae. Sie kommen häufig als Symbiosepartner in Flechten vor.

## Merkmale
Die Vertreter bilden Gruppen von Zellen, die in einer geschichteten Gallerte eingebettet sind. Die rundlichen bis länglichen Einzelzellen besitzen einen einzelnen, zentral liegenden Zellkern, sowie einen einzelnen, randständigen Chloroplasten mit Pyrenoid. Stärke wird innerhalb des Plastiden gespeichert.
Die ungeschlechtliche Fortpflanzung erfolgt durch die Entstehung von 2 bis 8, selten 16 Autosporen innerhalb der Zellwand der Mutterzelle. Größere Kolonien können zerfallen.  Die geschlechtliche Fortpflanzung ist bei Gloeocystis unbekannt.

## Vorkommen
Gloeocystis kommt im Plankton von stehenden Gewässern und auf feuchten Substraten, wie etwa Felsen, Holz und Erde vor. Diese Arten gehen als Algenpartner auch Flechtensymbiosen ein.

## Systematik
Die Gattung Gloeocystis umfasst nach Algaebase neun anerkannte Arten.

## Belege
- Karl-Heinz Linne von Berg, Michael Melkonian u. a.: Der Kosmos-Algenführer. Die wichtigsten Süßwasseralgen im Mikroskop. Kosmos, Stuttgart 2004, ISBN 3-440-09719-6, S. 176.